# Navigobius
Navigobius es un género de peces de la familia Microdesmidae, del orden Perciformes. Este género marino fue descrito científicamente en 2009 por Douglass Fielding Hoese y Hiroyuki Motomura.

## Especies
Especies reconocidas del género:
- Navigobius dewa Hoese & Motomura, 2009
- Navigobius khanhoa Prokófiev, 2016[1]
- Navigobius vittatus G. R. Allen, Erdmann & Cahyani, 2015[2]